# 拉盖尔什
拉盖尔什（法語：La Guerche，法語發音：[la ɡɛʁʃ] ⓘ）是法国安德尔-卢瓦尔省的一个市镇，位于该省南部，属于洛什区。

## 地理
拉盖尔什（46°53'5"N, 0°43'51"E）面积5.27 平方千米，位于法国中央-卢瓦尔河谷大区安德尔-卢瓦尔省，该省份为法国中西部省份，北起萨尔特省、东北接卢瓦-谢尔省，东南接安德尔省，南至维埃纳省，西临曼恩-卢瓦尔省。
与拉盖尔什接壤的市镇（或旧市镇、城区）包括：阿比伊、巴鲁、勒尼、迈雷。

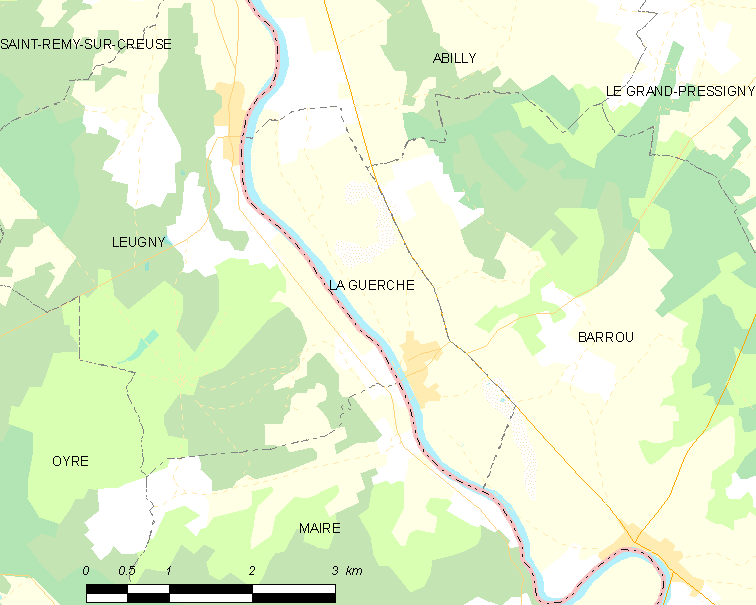
拉盖尔什的OSM定位图

拉盖尔什的时区为UTC+01:00、UTC+02:00（夏令时）。

## 行政
拉盖尔什的邮政编码为37350，INSEE市镇编码为37114。

## 政治
拉盖尔什所属的省级选区为笛卡尔县。

## 人口

1962-2008年间拉盖尔什人口变化图示

拉盖尔什于2022年1月1日时的人口数量为175人。